# Posto di movimento Orciano
Il posto di movimento Orciano è un posto di movimento posto sulla linea ferroviaria Pisa-Vada, nel territorio comunale di Orciano Pisano.

## Strutture e impianti
Il posto di movimento, posto alla progressiva chilometrica 305+442 fra le stazioni di Collesalvetti e di Vada, conta due binari: il binario di corsa e un binario di precedenza lungo 600 m.